# Raltegravir
Raltegravir (zaščiteno ime Isentress) je protiretrovirusna učinkovina za zdravljenje okužbe z virusom HIV. Gre za prvo učinkovino iz razreda zdravil zaviralci integraze, ki je pridobila dovoljenje za promet, in sicer je zdravilo odobril ameriški Urad za prehrano in zdravila oktobra 2007. V Evropski zvezi je zdravilo pridobilo dovoljenje decembra 2007.
Decembra 2011 je v ZDA zdravilo pridobilo tudi dovoljenje za uporabo pri otrocih in mladostnikih, starih 2 do 18 let. Zdravilo se daje dvakrat dnevno v kombinaciji s še dvema protiretrovirusnima zdraviloma; tritirna kombinacija je značilna za večino protiretrovirusnih zdravil za zdravljenje HIV-a. Za otroke do 11 leta starosti je na voljo tudi zdravilo v obliki žvečljive tablete.

## Mehanizem delovanja
Raltegravir deluje na encim integrazo, ki omogoča virusu HIV, da se virusni dedni material vgradi v kromosome človeškega genoma, kar je pomemben korak v patogenezi okžbe s HIV-om. Učinkovina se presnovi tako, da poteče glukuronidacija.

## Odmerjanje
Raltegravir se daje dvakrat dnevno. V študijah so ovrednotili odmerke 200, 400 in 600 mg.
Za odrasle je priporočeni odmerek zdravila 400 mg dvakrat na dan.

## Indikacije
Raltegravir je bil sprva namenjen le za bolnike z okužbo z virusom HIV, pri katerih je prišlo do odpornosti proti drugim protiretrovirusnim zdravilom. Kasneje je dobilo zdravilo dovoljenje za uporabo pri vseh bolnikih.

## Učinkovitost
V študiji je raltegravir v kombinaciji z drugimi protiretrovirusnimi učinkovinami izkazal močno in trajno protiretrovirusno učinkovitost, podobno kot efavirenz, s tem da je prišlo do znižanja virusnega bremena pod mejo zaznavnosti hitreje pri raltegravirju. Po 24 in 48 tednih raltegravir ni povzročil povišanih vrednosti celokupnega holesterola, LDL-holesterola ali trigliceridov.

## Prenašanje
Raltegravir so bolniki v študiji načeloma dobro prenašali. Med pogostimi neželenimi učinki se pojavljajo zmanjšanje teka, težave s spanjem, nenormalne sanje, nočne more, omotica, glavobol, vrtoglavica, napenjanje, bolečine v trebuhu, driska, nabiranje plinov v želodcu ali črevesu, siljenje na bruhanje, bruhanje, izpuščaj (pogosteje pri jemanju skupaj z darunavirjem), utrujenost, neobičajna izčrpanost ali oslabelost, zvišana telesna temperatura, zvišane vrednosti jetrnih testov v krvi, nenormalne bele krvne celice, zvišana koncentracija maščob v krvi, zvišane vrednosti encimov iz žlez slinavk ali trebušne slinavke.